# Liste von Straßenbahnmuseen
Diese Liste gibt eine Übersicht über Straßenbahnmuseen weltweit.

## Europa

### Deutschland

#### Baden-Württemberg
- Stuttgart, Straßenbahnmuseum Stuttgart Bad Cannstatt
- Karlsruhe, Historisches Depot 1913
- Mannheim, Depot 5 I Nahverkehrsmuseum Rhein-Neckar

#### Bayern
- München-Ramersdorf, Museum der Münchner Verkehrsgesellschaft
- München, Deutsches Museum Verkehrszentrum – Eisenbahnen, Automobile, U-/S- und Straßenbahnen
- Nürnberg, Historisches Straßenbahndepot St. Peter, Nürnberg

#### Berlin
- Denkmalpflege-Verein Nahverkehr Berlin e. V.[1]

#### Brandenburg
- Brandenburg an der Havel, Straßenbahnmuseum Brandenburg[2]
- Museumswerkstatt für Technik & Verkehr Frankfurt (Oder)[3]

#### Bremen
- Bremen, Das Depot: Bremer Straßenbahnmuseum

#### Hessen
- Straßenbahnmuseum Darmstadt-Kranichstein
- Kassel, Straßenbahnmuseum Kassel
- Frankfurt-Schwanheim, Verkehrsmuseum Frankfurt am Main

#### Niedersachsen
- Sehnde-Wehmingen bei Hannover, Hannoversches Straßenbahn-Museum, zusätzlich gibt es eine Modulanlage/Modellstraßenbahn, deren Ursprünge in Hamburg zu finden sind.

#### Nordrhein-Westfalen
- Dortmund, Nahverkehrsmuseum
- Düsseldorf, Am Steinberg
- Köln, Straßenbahn-Museum Thielenbruch
- Mülheim an der Ruhr, Alte Dreherei
- Wuppertal-Kohlfurth, Bergisches Straßenbahnmuseum, Elektrische Straßenbahn Kohlfurth-Cronenberg e. V., die BMB betreiben eine 3,2 km lange Museumsstraßenbahn auf einem Teil der ehemaligen Wuppertaler Straßenbahnlinie 5 (Elberfeld–Solingen). Die Fahrzeugsammlung besteht aus Meterspur-Straßenbahnen der Region Rhein-Ruhr-Wupper.

#### Sachsen
- Chemnitz-Kappel, Straßenbahnmuseum Chemnitz[4]
- Döbeln, Deutsches Pferdebahnmuseum
- Dresden, Betriebshof Trachenberge, Straßenbahnmuseum Dresden
- Leipzig, Historischer Straßenbahnhof Wittenberger Straße, Straßenbahnmuseum Leipzig[5]

#### Sachsen-Anhalt
- Straßenbahnmuseum Halle

#### Schleswig-Holstein
- Kiel-Schönberg, Straßenbahnmuseum Kiel, Schönberger Strand. Der Verein Verkehrsamateure und Museumsbahn (VVM) betreibt ein kleines Eisenbahnmuseum in Aumühle bei Hamburg und unterhält eine Museumseisenbahn und eine Museumsstraßenbahn in Schönberg nördlich Kiel. Die Straßenbahnsammlung besteht aus Fahrzeugen u. a. aus Schleswig-Holstein und Hamburg, gefahren wird auf Normalspur und 1100-mm-Spur

#### Thüringen
- Weimar, Eisenbahnmuseum Weimar, Weimar ist als ehemaliger Standort der Straßenbahn Weimar ein wichtiger Standort für historische Straßenbahnen aus der Zeit der DDR in Thüringen. Es werden historische Straßenbahnen aus Erfurt, Jena, Berlin und Potsdam gezeigt.

### Österreich
- Graz, Tramway Museum Graz
- Innsbruck, Tiroler MuseumsBahnen – Localbahnmuseum Innsbruck
- Klagenfurt, Lendcanaltramway
- Wien, Verkehrsmuseum Remise
- Traiskirchen, WTM-Museumsdepot Traiskirchen
- Museumstramway Mariazell–Erlaufsee

### Schweiz
- Bern, Tram-Museum Bern
- Zürich, Tram-Museum Zürich
- Chamby, Museumsbahn Blonay–Chamby

### Belarus
Vitebsk, Vitebsk Tram Museum

### Belgien

#### Region Brüssel-Hauptstadt
- Woluwe-Saint-Pierre: Trammuseum Brüssel (Museum voor het Stedelijk Vervoer te Brussel) eröffnet 1982, von den Brüsseler Verkehrsbetrieben (STIB/MIVB) betreut.

#### Flandern
- Dilbeek-Schepdaal, Straßenbahnmuseum Schepdaal
- Berchem (Antwerpen)-Groenenhoek, Vlaams Tram- en Autobusmuseum

#### Wallonien
- Lüttich, Verkehrsmuseum Lüttich, eröffnet 1985, (auch mit Fahrzeugen aus Aachen)
- Thuin, Straßenbahnmuseum Thuin

### Dänemark
Ringsted-Jystrup, Sporvejsmuseet Skjoldenæsholm, Dänisches Straßenbahnmuseum mit Fahrzeugen aller früheren dänischen Betriebe und einigen ausländischen Fahrzeugen; Fahrbetrieb auf Regel- und Meterspur. Das Museum ist das fünftgrößte der Welt.

### Finnland
Helsinki, Raitioliikennemuseo, Straßenbahnmuseum Helsinki

### Vereinigtes Königreich, Großbritannien und Nordirland

#### England
- Region Nordwestengland, Lancashire, Liverpool, Wirral Transport Museum
- Region Nordwestengland, Lancashire, Manchester, Heaton Park
- Region Östliche Mittellande, Derbyshire, bei Matlock, National Tramway Museum
- Region Nordostengland, Grafschaft Durham, North of England Open Air Museum, – Eisen- und Straßenbahnen (Freiluftmuseum)
- Region Ostengland, Suffolk, Carlton Colville, East Anglia Transport Museum, Straßenbahnen, O-Busse, Motorbusse
- Region Ostengland, Suffolk, Ipswich, Ipswich Transport Museum, Straßenbahnen, O-Busse, Motorbusse
- Region Westliche Mittellande, West Midlands, Black Country Living Museum, hauptsächlich O-Busse, aber auch Straßenbahnen und andere Exponate

#### Nordirland
- County Down, Cultra, Ulster Folk and Transport Museum

### Irland
- Howth, National Transport Museum of Ireland

### Italien
- Altavilla Monferrato, Museo dei tramways a vapore

### Kroatien
- Zagreb, Tehnički muzej, Eisenbahnen, Straßenbahnen, Automobile

### Luxemburg
- Luxemburg-Hollerich, Straßenbahnmuseum Hollerich

### Niederlande
- Gesellschaft zum Erhalt der niederländischen Trams, Tramweg-Stichting, Scheveningen
- Provinz Gelderland, Arnheim, Nederlands Openluchtmuseum
- Provinz Gelderland, Doetinchem, Openbaar Vervoer Museum
- Groningen, Zuidbroek (Groningen), Bahnhof, Noord-Nederlands Trein & Tram Museum, eröffnet am 10. Oktober 2014
- Provinz Limburg, Weert, Nederlands Tram Museum, 1950–1990
- Provinz Nordholland, Amsterdam, Electrische Museumtramlijn Amsterdam
- Provinz Nordholland, Haarlem, NZH-Vervoermuseum
- Provinz Südholland, Den Haag, Haags Openbaar Vervoer Museum
- Provinz Südholland, Rotterdam, Rotterdamer Nahverkehrsmuseum
- Provinz Südholland, Ouddorp, Museum R.T.M. Ouddorp

### Norwegen
- Oslo-Majorstuen, Straßenbahnmuseum Oslo
- Trondheim, Straßenbahnmuseum Trondheim[6]

### Portugal
- Lissabon, Museu da Carris
- Porto-Massarelos, Museu do Carro Eléctrico

### Russland
- Moskau
- Sankt Petersburg-Wassiljewski-Insel

### Schweden
- Stockholm-Södermalm, Stockholms Spårvägsmuseum
- Flen-Malmköping

### Tschechien
- Prag-Střešovice, Muzeum městské hromadné dopravy v Praze, Museum des öffentlichen Personennahverkehrs Prag
- Ostrava, Dopravní podnik Depozitář historických vozidel
- Ostrava, Síň tradicl

## Afrika

### Südafrika
- Johannesburg, James Hall Transport Museum

## Amerika

### Kanada
- Ontario, Milton (Ontario), Halton County Radial Railway

### Vereinigte Staaten
- Arizona, Phoenix, Arizona Street Railway Museum
- Arkansas, Fort Smith (Arkansas), Fort Smith Trolley Museum
- Colorado, Denver, Forney Transportation Museum, sämtliche Verkehrsarten
- Connecticut, East Haven, Shore Line Trolley Museum
- Connecticut, East Windsor, Connecticut Trolley Museum
- Connecticut, Stratford (Connecticut), Boothe Memorial Park and Museum
- Illinois, South Elgin, Fox River Trolley Museum
- Kalifornien, Perris, Orange Empire Railway Museum
- Kalifornien, Rio Vista, Western Railway Museum
- Kalifornien, San Francisco, San Francisco Cable Cars
- Kalifornien, San Francisco, San Francisco Railway Museum
- Maine, Kennebunkport, Seashore Trolley Museum
- Maryland, Baltimore, Baltimore Streetcar Museum
- Maryland, Colesville, National Capital Trolley Museum
- Maryland, Montgomery County, National Capital Trolley Museum
- Massachusetts, Shelburne Falls, Shelburne Falls Trolley Museum
- Massachusetts, Boston Street Railway Association, Gesellschaft zum Erhalt von Straßenbahnfahrzeugen in Neuengland
- Minnesota, Minneapolis, Minnesota Streetcar Museum
- Minnesota, Minneapolis, Minnesota Transportation Museum
- New York (Bundesstaat), Brooklyn, Brooklyn Trolley Museum
- New York (Bundesstaat), Kingston, Trolley Museum of New York
- New York (Bundesstaat), Rush (New York), New York Museum of Transportation, Trams, Busse
- Ohio, Port of Cleveland, Lake Shore Electric Railway
- Oregon, Brooks, Oregon Electric Railway Museum, (Betreiber: Oregon Electric Railway Historical Society)
- Oregon, Brooks, Antique Powerland, Vehikel und Maschinen aller Art
- Pennsylvanien, Rockhill Furnace, Rockhill Trolley Museum
- Pennsylvanien, Scranton, Electric City Trolley Museum
- Pennsylvanien, Washington, Pennsylvania Trolley Museum
- Texas, Fort Worth, North Texas Historic Transportation, [Northern Texas Traction Company]
- Washington (Bundesstaat), Yakima (Washington), Yakima Electric Railway Museum

### Mexiko
- Mexiko-Stadt, Museo de Transportes Eléctricos del Distrito Federal

### Brasilien
- São Paulo (Bundesstaat), São Paulo (Stadt), Av. Cruzeiro do Sul, 780, Museu do transporte PÚBLICO GAETANO FEROLLA

### Peru
- Lima, Barranco, Av. Pedro de Osma 105 Museo de la Electricidad – El Tranvía Eléctrico

## Asien

### Republik China
- Neu-Taipeh-Wulai, Wulai Tram Museum

### Volksrepublik China (Hongkong)
- Peak Galleria, Hong Kong Trams Station, eröffnet am 27. Oktober 2013

### Japan

#### Region Hokkaidō
- Sapporo:  札幌市交通資料館 (Stadtarchiv für Verkehr Sapporo)

#### Region Tōhoku
- Miyagi, Sendai:  仙台市電保存館

#### Region Kantō
- Tokio, Adachi-ku:  東武博物館
- Tokio, Arakawa-ku:  都電荒川車庫　都電おもいで広場
- Kanagawa, Kawasaki:  電車とバスの博物館
- Kanagawa, Yokohama:  横浜市電保存館

#### Region Chubu
- Aichi, Nisshin:  レトロでんしゃ館

#### Region Kinki
- Kyoto, Kyoto-shi: 梅小路公園
- Osaka, Suminoe-ku: 緑木検車場構内 市電保存館
- Hyōgo, Kōbe:  神戸市交通局名谷車両基地 市電保存庫

#### Region Chūgoku
- Hiroshima, Asaminami-ku: ヌマジ交通ミュージアム

#### Region Kyushu
- Fukuoka, Higashi-ku

## Australien und Neuseeland

### Australien
- New South Wales, Sydney, Loftus, Sydney Tramway Museum
- Queensland, Brisbane, Ferny grove, Brisbane Tramway Museum
- Queensland, Rockhampton, Archer Park and Steam Tram Museum
- South Australia, Adelaide, St Kilda Tramway Museum
- Tasmanien, Hobart, Tasmanian Transport Museum
- Tasmanien, Launceston, Launceston Tramway Museum
- Victoria, Ballarat, Ballarat Tramway Museum
- Victoria, Bendigo, Bendigo Tram Museum
- Victoria, Bylands, Tramway Museum Society of Victoria
- Victoria, Melbourne, Hawthorn Tram Depot, Melbourne Tram Museum
- Victoria, Portland (Victoria)
- Western Australia, bei Perth, Whiteman Park, Western Australia’s Heritage Tramway

### Neuseeland

#### Nordinsel
- Auckland, Western Springs, 805 Great North Rd, Museum of Transport and Technology
- Region Wellington, Kapiti Coast, zwischen Paekakariki und Paraparaumu, Queen Elizabeth Park, Wellington Tramway Museum

#### Südinsel
- Region Canterbury, Ferrymead Heritage Park, The Tramway Historical Society